# دولت أباد (اسماعيلي كرمان)
دولت أباد (بالفارسية: دولت‌آباد) هي قرية تقع في إيران في منطقة إسماعيلي. يقدر عدد سكانها بـ 0 نسمة بحسب إحصاء 2016.